# Allstar Weekend
Allstar Weekend es una banda de pop rock estadounidense originaria de Poway, California. La banda ganó su popularidad en la red de televisión Disney Channel. La banda estaba formada originalmente por Zach Porter (Voz), Cameron Quiseng (Bajo), Thomas Norris (Teclado), Nathan Darmody (Guitarra), y Michael Martínez (Batería), pero el 16 de septiembre de 2011 se anunció que Darmody ya no estaba en la banda. Norris dejó la agrupación antes de que firmaran con Hollywood Records.
En junio de 2010, fue su primera gira, "Summer Tour", alrededor de Estados Unidos y Canadá. Su primer EP, Suddenly, fue lanzado el 21 de junio de 2010 en Estados Unidos y alcanzó el puesto número 62 en el Billboard 200 y el 20 de julio de 2010 en Canadá. 
Su álbum debut Suddenly Yours fue lanzado el 19 de octubre de 2010 y alcanzó el puesto número 197 en el Billboard 200. En el otoño de 2010 se embarcaron en el "Suddenly Yours Tour" promocionando "Suddenly Yours". El 27 de septiembre de 2011, Zach, Cameron y Michael lanzaron su segundo álbum de estudio titulado All the Way. All the Way alcanzó el puesto 49 en el Billboard 200, una mejora considerable de su primer álbum.

## Historia

### Formación
Después de reunirse en una clase de geología en la Poway High School, Nathan Darmody y Tom Norris comenzaron a escribir música juntos en la primavera de 2007. Darmody era amigo de Zach Porter, que expresaba a menudo el deseo de ser el cantante en un grupo de música, por lo que los tres formaron Outerspace Politicians en junio de 2007. La banda escribió y grabó versiones parciales de programa tempranas en el dormitorio de Darmody en los meses siguientes con FL Studio. Varias canciones completas del grupo se publicaron luego en la página de Myspace. Esto dio lugar a muy poca atención, a pesar de que se le solicite un baterista local, Michael Martínez, ponerse en contacto con la banda y audicionar para unirse. En el esfuerzo para comenzar a practicar en vivo, Porter contrató a un amigo Cameron Quiseng para que tocara el bajo, a quien había conocido en la escuela media. Poco antes de firmar con Hollywood Records, Norris dejó la banda para dedicarse a la universidad.

### Ascenso a la fama
La banda saltó a la fama cuando fueron concursantes en el especial de Radio Disney, Disney's Next Big Thing o N.B.T., bajo su nombre anterior, ALLSTAR. A pesar de ser el favorito de los fanes, la banda perdió, quedando en segundo lugar y dejando ganador a Jonnie y Brookie. Sin embargo, unos meses más tarde, la banda firmó un contrato con Hollywood Records y de inmediato comenzó a trabajar en su álbum debut.
Antes de convertirse en concursantes de Disney's NBT, hicieron canciones (una de ellas fue una primera versión, más sintética de "Dance Forever") como parte de un álbum split digital titulado "Chicken Finger Fingers" en Drive-Thru Records con Dino Club. Poco después, firmaron con Hollywood Records y lanzaron su primer EP.

### Suddenly Yours y otros proyectos
El 17 de marzo de 2010, la banda lanzó su primer sencillo, "A Different Side of Me", para descarga digital y difusión radial. El vídeo musical contiene a los cuatro miembros de la banda descubriendo un castillo y mientras exploran los pasillos del castillo, cada miembro explora su propio destino. A continuación, van por caminos separados, mientras que revelan todo, desde una princesa, a una bruja, a una batalla épica con espada. La canción se convirtió en un gran éxito de Disney, alcanzando un máximo en la parte superior de Radio Disney lista de sencillos.
Allstar Weekend fueron uno de los muchos grupos que grabaron nuevas versiones de canciones de éxito de Disney en el álbum recopilatorio, Disneymania 7, que fue lanzado el 17 de abril de 2010. La banda grabó su versión de "I Just Can't Wait to Be King" de El Rey León. Poco después del lanzamiento de su sencillo debut, la banda anunció su primer EP, Suddenly, que fue lanzado el 17 de junio de 2010. También anunció planes para lanzar un segundo sencillo antes del lanzamiento del álbum. Adversus Libramen.
El 7 de junio de 2010, la banda lanzó "Dance Forever", el segundo sencillo de su EP. El video musical fue lanzado 12 de junio de 2010 y se lleva a cabo en el patio trasero de una casa en donde hay una fiesta en la piscina y la banda está tocando. El vocalista Zachary Porter y el guitarrista Nathan Darmody han dicho que "Dance Forever" el video representa no sólo uno, sino todas las personalidades de los miembros de la banda. La canción debutó en Heatseekers Billboard Chart en el número 16. Alcanzó el puesto número 45 en el Canadian Hot 100, por lo que es su primera canción a la tabla en una lista de singles más importantes.
Suddenly fue lanzado el 22 de junio de 2010 y tuvo comentarios positivos de los críticos. El álbum fue un éxito en su primera semana, debutando en el número 62 en el Billboard 200 Álbum gráfico. El 30 de agosto de 2010, Allstar Weekend se presentó con "A Different Side of Me" y "The Weekend" en Good Morning America. Después de la presentación, confirmó que su álbum debut, Suddenly Yours, sería lanzado el 19 de octubre de 2010. El primer sencillo del álbum, "Come Down With Love", fue lanzado el 19 de septiembre de 2010. 
El 4 de septiembre de 2010, se confirmó a través de UStream que serían estrella invitada en la serie de Disney Channel Sonny With a Chance con el fin de promocionar el álbum. El episodio fue emitido el 17 de octubre de 2010, dos días antes de la fecha del lanzamiento del álbum.
Los conciertos de Allstar Weekend "fall tour" en 2010 incluyó otros actos: Action Item, The Scene Aesthetic, y Stephen Jerzak. La gira comenzó el 4 de noviembre de 2010 en Las Vegas, Nevada y terminó el 17 de diciembre en el House of Blues en Sunset Boulevard en Los Ángeles. A partir de febrero de 2011, estaban en el Tour Glamour Kills con The Ready Set.

### All the Way y la salida de Darmody
El 20 de mayo de 2011, se anunció el lanzamiento de su nuevo disco, All The Way el 19 de julio, pero se trasladó al 27 de septiembre de 2011. El 25 de julio de 2011 se anunció que su segundo sencillo "All the Way", sería "Blame It on septiembre" y será lanzado el 16 de agosto de 2011.
Se anunció el 20 de junio a través del Facebook de la banda que Nathan Darmody no iría de gira con la banda en su gira con Selena Gomez debido a problemas personales. El 13 de julio, Allstar Weekend afirmó que un guitarrista llamado Eric Nicolau reemplazo a Nathan Darmody en su gira con Selena Gomez & the Scene.
El 16 de septiembre de 2011, se anunció a través de Twitter que Nathan Darmody había dejado la banda. La banda anunció que no dará a conocer los detalles de la salida Darmondy en una declaración que hizo a sus fanes. En la misma declaración, también anunció que se comienza la búsqueda del siguiente miembro de Allstar Weekend.
Con una primera semana exitosa, All the Way debutó en el número 49 en el Billboard 200 de álbumes.
El 10 de diciembre de 2011, lanzaron un sencillo "Christmas Kisses".

### Alejamiento de Hollywood Records
El 8 de enero de 2012, la banda anunció a través de Stickam su salida de su anterior sello Hollywood Records. Citaron como su razonamiento de que Hollywood les restringió de lo que quería hacer (giras internacionales, los temas de las canciones, etc) También en esta charla, que reveló que va a lanzar un nuevo sencillo llamado "Wanna Dance With Somebody". El coro es de la canción de Whitney Houston con el mismo nombre.
El 13 de febrero de 2012, el sencillo fue finalmente lanzado después de haber sido inesperado retrasó durante varias semanas.

### Hiato del grupo
En enero de 2013 la banda realizó un Stickam anunciando su partida del nombre Allstar Weekend y de su sonido aunque, dijeron que seguirían haciendo música los mismos integrantes, en una nueva banda con un nuevo sonido.
Allstar Weekend entró en hiatus a partir del 4 de agosto de 2013, ese mismo día terminó Warped Tour y fue el cumpleaños de Michael Martínez. La nueva banda entrará en vigencia cuando los miembros de "A-dub", lo crean correcto. El pianista Dillon Anderson, NO participará del nuevo proyecto, aunque Brent Schneiders si lo hará. 
El álbum debut del nuevo proyecto saldrá a mediados de septiembre.

## Apariciones como invitados
La banda fue estrella invitada en Sonny with a Chance en el episodio "A So Random Halloween Special". Cantando "Come Down with Love", que también cuenta con la banda sonora de la serie.
Han aparecido en Lopez Tonight y Rachel Ray, también cantando "Come Down With Love".
El 26 de febrero de 2011, aparecieron en MTV en el Top 10. Fueron los "One To Watch". Hablaron de sus días en los que eran una "banda de garage" en comparación con su vida ahora y cómo están viviendo su sueño. También hablaron de los rituales pre-show. El 19 de marzo de 2011, fueron de nuevo top 10 en número superior, ocupando cuatro debido a su nuevo video musical "Not Your Birthday". La canción aparece en la película de Disney Prom. También han estado en The Seven twice de MTV. La segunda vez fue el 13 de mayo de 2011 y se ubicó en el número dos.
La primera vez que se interpretaron "Not Your Birthday" en vivo en televisión fue en New.Music.Live. de MuchMusic en Toronto, Canadá. Nuevamente la interpretaron en Live on Regis and Kelly el 30 de mayo de 2011.
El 7 de agosto, Allstar Weekend fue visto en los Teen Choice Awards de 2011 que se presentaron para los Poreotics de baile de la tripulación.
El 25 de septiembre, Allstar Weekend se presentaron en directo en "The Next Star Finale" en Toronto, interpretando "Blame It On September" y "Mr.Wonderful". Al día siguiente, interpretaron su sencillo "Blame It On September" en Live on Regis and Kelly. En el día del lanzamiento de All The Way, el 27 de septiembre, se presentaron en Good Morning America con "Blame It On September", y "Mr.Wonderful".

## Miembros
- Zachary David Porter — voz principal, guitarra (2007-presente)
- Cameron Michael Quiseng — bajo, coros (2007-presente)
- Michael Allen Martínez — batería, percusión, coros (2007-presente)
- Nathan Sean Darmody — guitarra principal, coros (2007-presente)

### Miembros pasados
- Tom Norris — teclado, guitarra (2007-2009)

### Miembro de Live
- Dillon Anderson - teclado, guitarra rítmica, coros (2009-presente)
- Eric Nicolau - guitarra principal, coros (2011-presente)
- Brent Schneiders - guitarra principal, coros (2011-presente)

## Discografía
| Álbumes de estudio - 2010: Suddenly Yours - 2011: All the Way EPs - 2010: Suddenly - 2012: The American Dream - 2013: Kevin's place: a cover song (EP) | Sencillos - «A Different Side Of Me» - «Dance Forever» - «Come Down With Love» - «Not Your Birthday» (feat. Anthony Melo) - «Blame It on September» - «Wanna Dance with Somebody» | Apariciones en Banda sonora - 2010: Disneymania 7 - 2010: La última canción - 2010: Sonny with a Chance - 2011: Prom - 2011: Punk Goes Pop 4 - 2011: Geek Charming - 2012: Have A Crappy Summer |

## Giras
Esta es una lista de giras que Allstar Weekend han participado en, o va a participar, conciertos individuales no están incluidos.